# Neapolská operní škola

Skladatelé neapolské školy
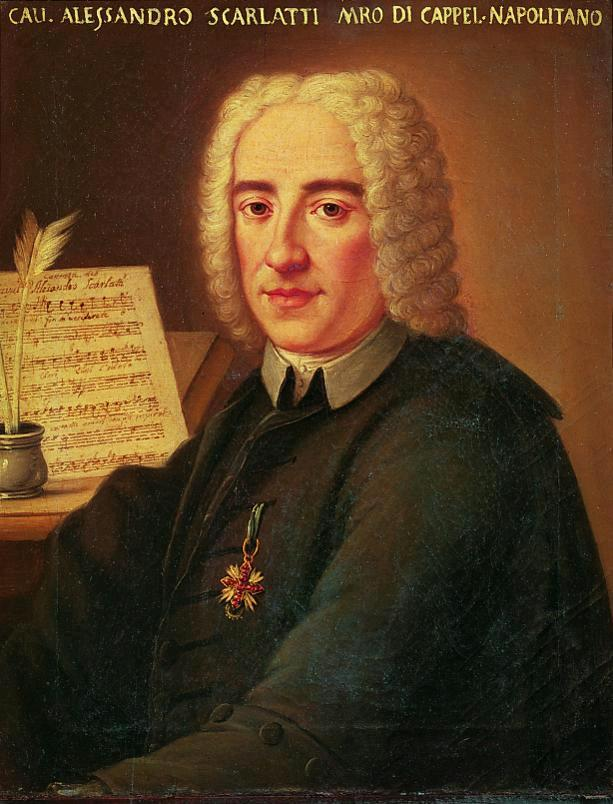
A. Scarlatti
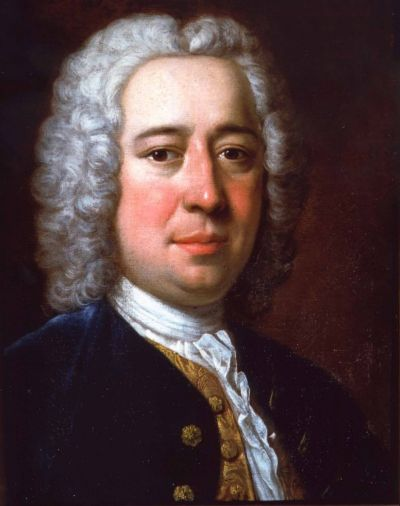
N. Porpora
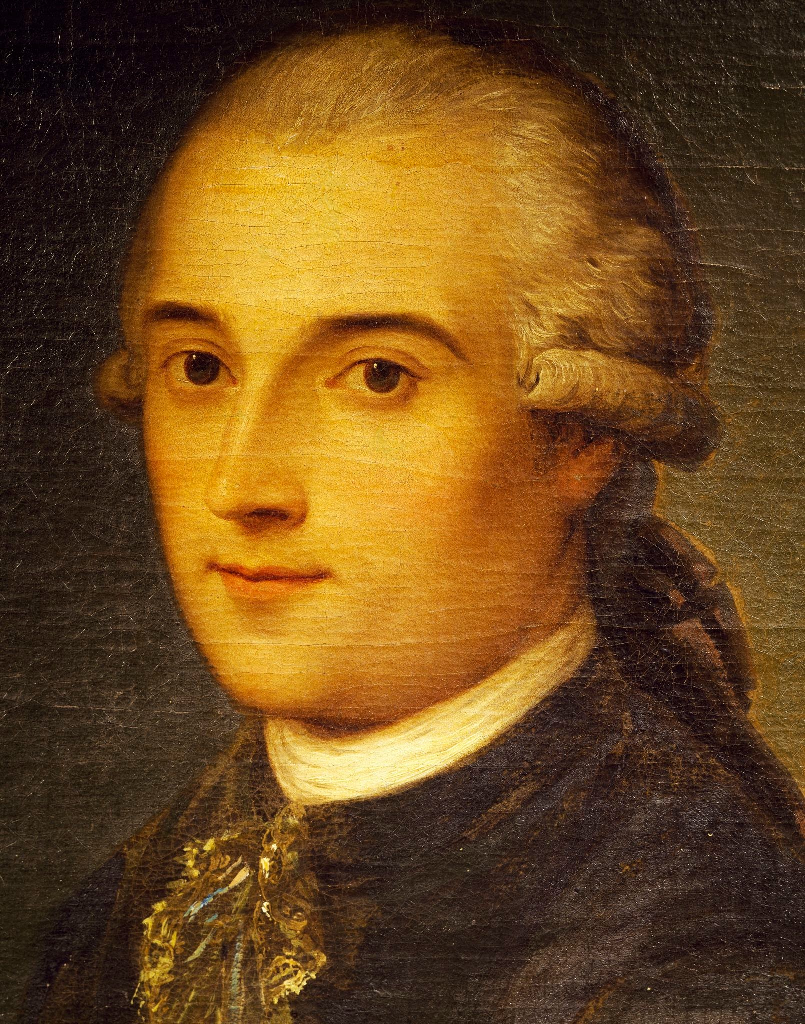
Fr. Feo
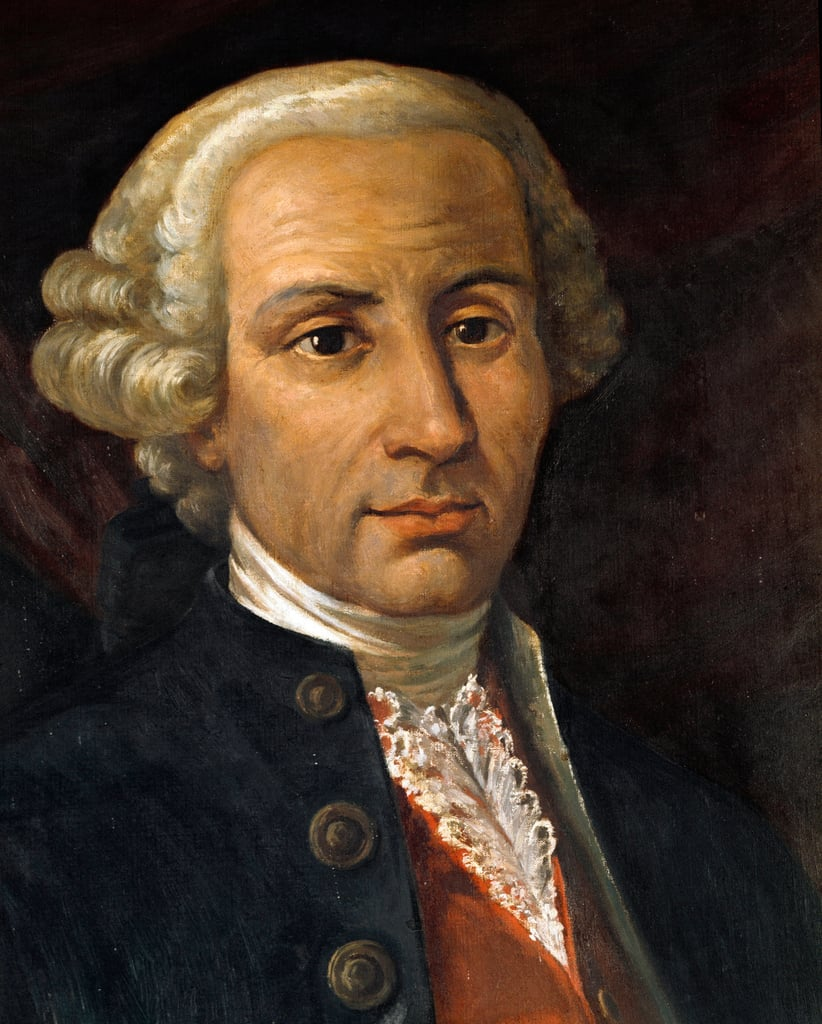
Fr. Durante
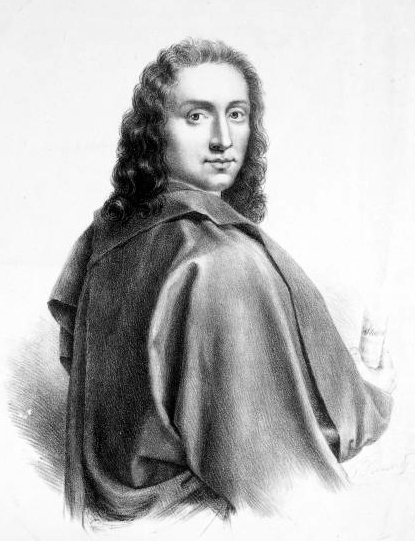
G. B. Pergolesi
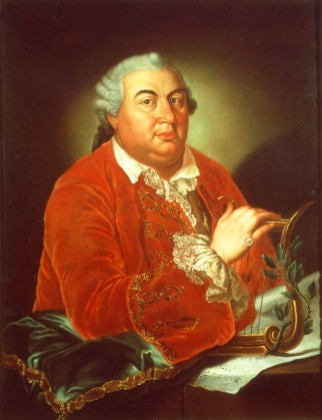
N. Jommelli
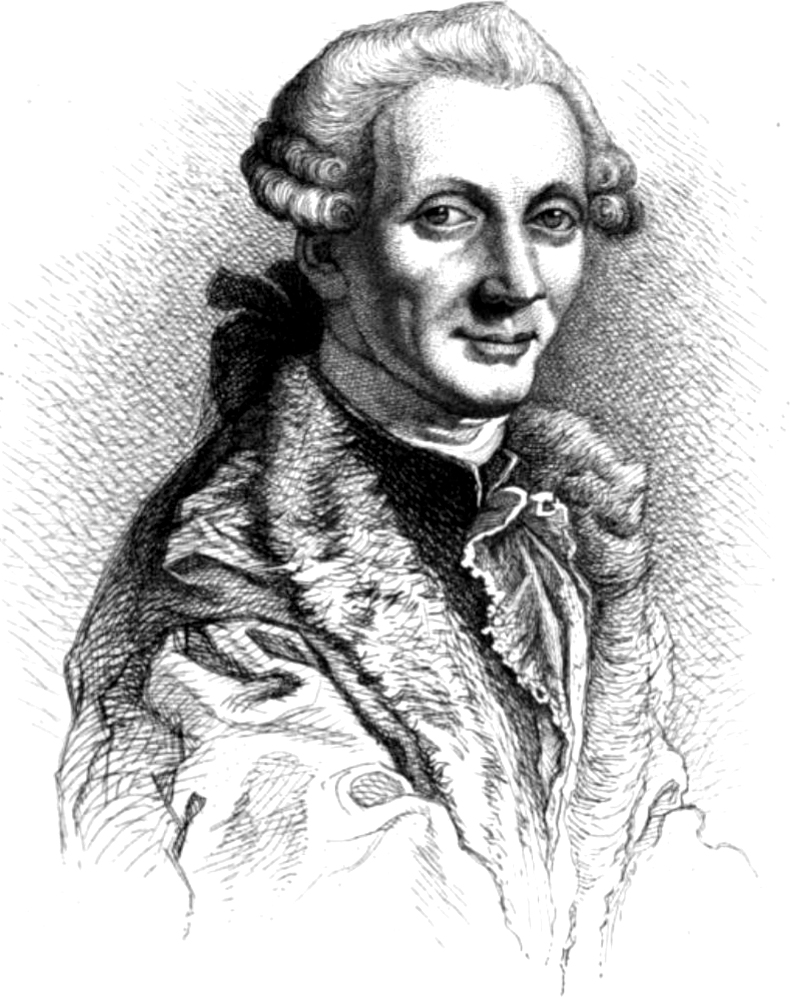
N. Piccinni
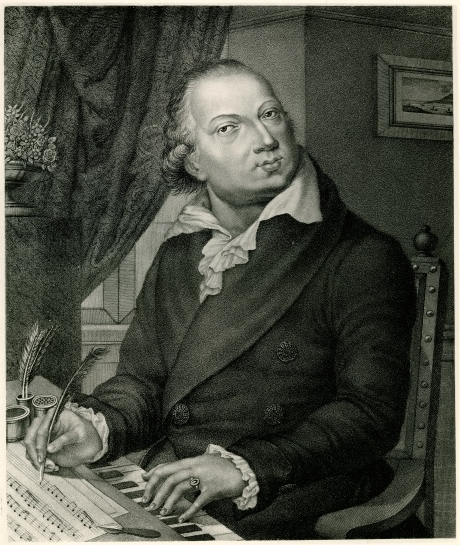
D. Cimarosa
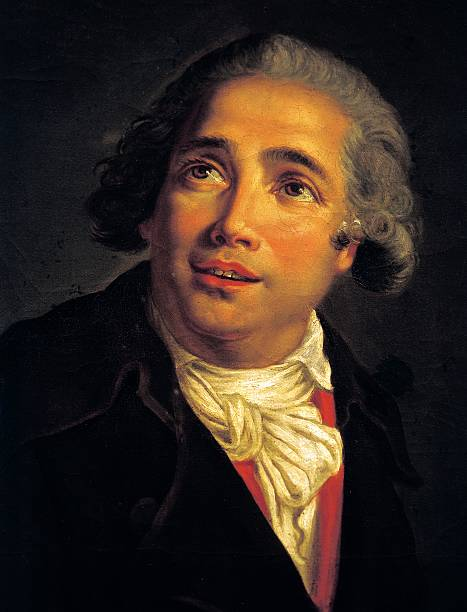
G. Paisiello

Neapolská operní škola je souhrnné označení skupiny skladatelů, respektive jejich tvorby, působících v italské Neapoli přibližně v letech 1650–1750, kteří významně ovlivnili vývoj opery.

## Charakteristika
Neapol od 2. poloviny 17. století byla mimořádně živým uměleckým centrem, což se týkalo nejen hudby, ale i dalších. V téže době vznikla například také neapolská škola malířská kterou reprezentovali Giovanni Battista Caracciolo, Bernardo Cavallino, Francesco Solimena, Mattia Preti nebo Luca Giordano, kteří svými díly vyzdobili řadu neapolských chrámů, či krajinář Salvator Rosa a malíř bitevních scén Aniello Falcone.

### Opera

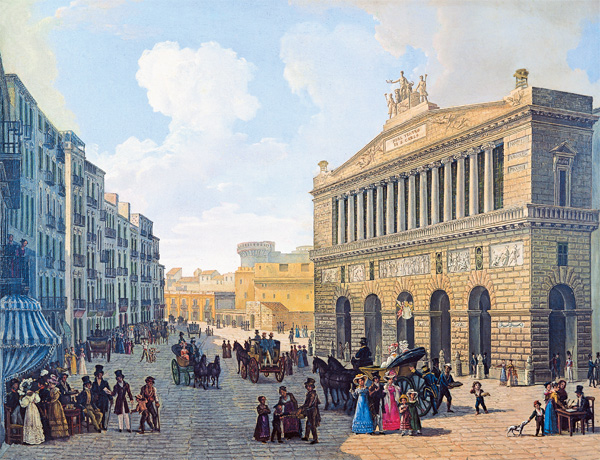
Neapolské divadlo San Carlo v roce 1830

Nejvýrazněji však tento kulturní rozmach zasáhl oblast hudební, zvláště pak operní tvorbu. Neapolská opera zde dovršila barokní formu, a vedla později až k jejímu úpadku a posléze ke vzniku nových operních forem. Svou roli zde jistě sehrály přirozené vlastnosti neapolské společnosti, trochu povrchní bezstarostnost, veselá povaha a zejména všeobecná záliba ve zpěvu a tanci.
Vytvořil se zcela nový fenomén – kult virtuozity. To se týkalo sice i instrumentálních umělců, ale zcela bezpříkladně tento jev zasáhl pěvecké umění. Pěvci vyžadovali virtuozitu árií bez ohledu na dramatické zdůvodnění a obecenstvo se jí chtělo obdivovat. Četní mecenáši vypláceli svým oblíbencům do té doby nevídané odměny. Zejména kastráti bývali zahrnováni penězi i slávou. Kult samoúčelné virtuozity přispěl k praktické likvidaci dramatické pravdivosti děje.
Typickou operní formou pro neapolskou operu byla „commedia per musica“ (v neapolském nářečí “commeddeja pe musseca”), vycházející z žánru commedia dell'arte s prvky burlesky a vážné opery (opera seria). Častou hudební formou je canzona, obvykle v úvodu opery. V rámci textu libreta se také objevuje neapolské nářečí, ale po roce 1720 je jeho užití redukováno již jen na komické (buffo) scény.

### Libreta
Paradoxní je, že v téže době vznikají libreta s mimořádnou literární hodnotou. Typickým představitelem je básník Pietro Metastasio, jehož texty byly zhudebňovány všemi významnými skladateli včetně Glucka a Mozarta. Dalším významným libretistou byl Benátčan Apostolo Zeno.
Typické libreto neapolské opery klade těžiště dramatického děje do árií. Recitativ je pouhým spojovacím článkem, herecký projev prakticky neexistuje a opera se stává spíše koncertem jednotlivých árií než jevištním dramatickým dílem.
Tohoto nebezpečí si byli někteří skladatelé té doby dobře vědomi a proto zařazovali do přestávek drobnější zábavná intermezza. Nejznámějším se stalo intermezzo G. B. Pergolesiho „La serva padrona“ (Služka paní). Vznikl tak zárodek formy, která se později vyvinula v samostatný operní útvar, opera buffa.
V době svého rozkvětu neapolská opera prostřednictvím kočujících italských operních společností určovala ráz operní a oratorní tvorby ve velké části Evropy. I v Čechách sklízeli italští pěvci mimořádný úspěch nejen v Praze, ale i na venkovských šlechtických sídlech.
Výše uvedený styl však zahrnoval kromě operní tvorby také další žánrz. V té době vznikají četné skladby ke slavnostním příležitostem, populárním koncertům na veřejných prostranstvích, či ke karnevalovým průvodům. Promítl se dokonce i do církevní hudby tvorbou rozměrných mší, oratorií a kantát. Mezi nejslavnější počiny patří velikonoční oratorium Stabat Mater G. B. Pergolesiho.

## Divadelní scény
Nejvýznamnějším divadlem neapolské opery bylo roku 1621 založené divadlo San Bartolomeo, které bylo po požáru znovu vystavěno v roce 1681 a roku 1737 je nahradilo divadlo San Carlo. Obě divadla byla určena spíše pro aristokracii a bohaté návštěvníky. Na počátku 18. století byla otevřena také další divadla, zejména pro chudší obyvatelstvo, kde byly uváděny komické opery – v roce 1707 Teatro dei Fiorentini, v roce 1724 Teatro della Pace a Teatro Nuovo.

## Hudebníci a skladatelé neapolské školy
1. Gaetano Besozzi (1727–1794)
2. Francesco Giuseppe Bianchi (1752–1810)
3. Riccardo Broschi (1698–1756)
4. Cristofaro Caresana (1640–1709)
5. Domenico Cimarosa (1749–1801)
6. Francesco Durante (1684–1755)
7. (Francesco) Nicola Fago (1677–1745)
8. Francesco Feo (1691–1761)
9. Orazio Giaccio (? – 1660)
10. Felice de Giardini (Degiardino) (1716–1796)
11. Francesco Grillo (16??–17??)
12. Johann Adolf Hasse (1699–1783)
13. Niccolò Jommelli (1714–1774)
14. Gaetano Latilla (1711–1788)
15. Leonardo Leo (Ortensio Salvatore de Leo) (1694–1744)
16. Nicolò Logroscino (1698–1766?)
17. Francesco Mancini (1672–1737)
18. Giovanni Paisiello (1740–1816)
19. Giovanni Battista Pergolesi (1710–1736)
20. Niccolò Piccinni (1728–1800)
21. Nicola Porpora (1686–1768)
22. Giuseppe Porsile (1680–1750)
23. Antonio Sacchini (1730–1786)
24. Domenico Natale Sarro (1679–1744)
25. Alessandro Scarlatti (1659–1725)
26. Francesco Scarlatti (1666–1742?)
27. Bernardo Storace (1637? – 1707?)
28. Tommaso Traetta (1727–1779)
29. Roberto Valentini (1680?–1735?)
30. Leonardo Vinci (1690? – 1730)
31. Giovanni Buonaventura Viviani (1638–1693?)
32. Apostolo Zeno (1668–1750)
33. Niccolò Antonio Zingarelli (1752–1837)